# Магични круг
Магични круг (енгл. The Magic Circle) је трећи роман америчке списатељице Кетрине Невил. Објављен је марта 1998. године у Њујорку.

## Радња
Кад је њен рођак убијен од непознатог убице, Аријел Бен постаје једини баштиник породичног наследства - мрачних и тајанствених рукописа који су је увукли у смртоносни центар међународних сплетки и у енигму која се протеже кроз векове. Ко год да покуша да одгонетне и проникне кодиране кључеве ове прастаре мистерије поседоваће моћи да контролише судбину света.
Магични круг који се протеже од успона римске империје до пада берлинског зида са женом која стоји у његовом средишту Аријел Бен, приморава је да се креће преко континената да би открила мрачне истине закопане породичне историје и разоткрила језиву истину надолазећег миленијума.